# Dorothea Jordan
Dorothea Jordan (22 de novembre de 1761 – 5 juliol 1816) també coneguda com a Mrs. Jordan, era una actriu i cortesana anglo-irlandesa que va ser l'amistançada i companya durant 20 anys del futur rei Guillem IV del Regne Unit mentre encara era Duc de Clarence. Junts van tenir deu nens il·legítims que van rebre el cognom FitzClarence.

## Infantesa i joventut
Dorothea (De vegades anomenada Dorothy o Dora) Bland va néixer prop de Waterford, Irlanda, el 22 de novembre de 1761, i va ser batejada a St Martin in the Fields, Middlesex, el 5 de desembre d'aquell mateix any. Era la tercera de sis nens nascuts de Francis Bland (1736–2 gener 1778 a Dover) i la seva amistançada, Grace Phillips, una actriu originaria de País de Gal·les (1740–1789 a Edimburg). Els seus germans grans eren George Bland (1758–1807 a Boston, Massachusetts; actor i cantant) i Hester Bland (batejat a St Anne Soho, Middlesex, 2 de març de 1760–enterrat a St David, Trelethin, 8 de març de 1848), i els germans petits eren Lucy Bland (1763/64–1778 a Trelethin, St David), Francis Bland (1813; un capità solter) i Nathaniel Phillips Bland (1766/67–enterrat a St David, Pembrokeshire, 3 juny de 1830).
Abans de l'abril de 1774, quan Dorothea tenia 13 anys, el pare de Dorothea, que treballava com a tramoista, va abandonar la família per casar-se amb una actriu irlandesa. Tanmateix, va continuar ajudant econòmicament la família enviant-los magres sumes de diners. Aquesta situació va forçar Dorothea a treballar per ajudar el seu germans. La seva mare, de professió actriu, va veure el potencial de Dorothea i la va fer pujar als escenaris.

## Escenaris i primeres relacions
Dorothea va fer la seva primera aparició l'any 1777, a Dublín, fent el paper de Phoebe a l'obra Al vostre gust de William Shakespeare però no va ser fins al 1779 que es consagraria amb el paper protagonista de la obra Love in Several Masques d'Henry Fielding al Crown Street Theater, de la capital irlandesa. Després d'actuar en molts llocs a Irlanda va aparèixer el 1782 a Leeds, i altres ciutats de Yorkshire, en diversos papers, incloent la Senyora Teazle a The School for Scandal de Richard Brinsley Sheridan. Va ser a partir d'aquest moment que es va començar a fer anomenar Mrs. Jordan.
L'any 1785, va fer el seu debut a Londres al teatre Drury Lane fent el paper de Peggy a l'obra A Country girl de James T. Tanner. El seu compromís a Drury Lane va durar fins al 1809 i va ser reconegut el seu talent en comèdia. Durant la reconstrucció de Drury Lane va actuar al Haymarket primer i més tard al Covent Garden. L'any 1815 es va retirar dels escenaris.
Durant el temps que va actuar va escriure la popular cançó The Bluebells of Scotland, publicada sota el seu nom al voltant del 1800.

## Relació amb William IV
Bella, aguda i intel·ligent, Jordan aviat va atraure homes rics. Va esdevindre l'amistançada del Duc de Clarence, a partir del 1791 el rei Guillem IV del Regne Unit, vivint amb ell a Bushy House, actual seu del National Physical Laboratory, a partir del 1797. Junts van tenir, com a mínim, deu fills il·legítims, que van rebre el cognom FitzClarence:
- George FitzClarence (29 de gener de 1794 – 20 de març de 1842), nomenat Earl de Munster l'any 1831.
- Henry Edward FitzClarence (27 de març de 1795 – setembre de 1817). De qui no hi ha informació.
- Sophia FitzClarence (Agost de 1796 – 10 d'abril del 1837), es va casar amb Philip Sidney, 1r Baró De L'Isle i Dudley.
- Mary FitzClarence (19 de desembre de 1798 – 13 de juliol de 1864), es va casar amb el General Charles Richard Fox.
- Lloctinent General Lord Frederick FitzClarence GCH (9 de desembre de 1799 – 30 d'octubre de 1854), oficial de l'Exèrcit britànic
- Elizabeth FitzClarence (17 de gener de 1801 – 16 de gener de 1856), casada amb William Hay, 18è Earl d'Erroll.
- Sots Almirall Lord Adolphus FitzClarence GCH, ADC, RN (18 de febrer de 1802 – 17 de maig de 1856).
- Augusta FitzClarence (17 de novembre de 1803 – 8 de desembre de 1865) casada amb John Kennedy-Erskine, i en segones núpcies amb l'Almirall Lord Frederick Gordon-Hallyburton.
- Lord Augustus FitzClarence (1 de març de 1805 – 14 de juny de 1854), rector a Mapledurham, Oxfordshire
- Amelia FitzClarence (21 de març de 1807 – 2 de juliol de 1858), es va casar amb Lucius Bentinck Cary, 10è vescomte de Falkland.

## Últims anys
L'any 1811, quan ella i el Duc es van separar, li va ser concedida una paga anual per la custòdia de les seves filles mentre que el rei va retenir la custòdia dels seus fills. Part dels diners per la cura dels nens i la custòdia de les nenes estaven subjectes a una clàusula que obligava a Dorothea a no tornar als escenaris. El 1814, quan un gendre seu es trobava amb molts deutes, Dorothea va tornar als escenaris per ajudar-lo a pagar el deute. Quan el Duc es va assabentar li va retirar la custòdia de les seves filles i la seva paga anual. Per evitar els creditors, va fugir a França el 1815 i va morir gairebé a la indigència a Saint-Cloud, prop de París un any més tard.